# شتيفان ليهمان
شتيفان ليهمان (مواليد 15 أغسطس 1963) هو لاعب كرة قدم. يلعب مع منتخب سويسرا لكرة القدم. سبق له أن لعب في كأس العالم لكرة القدم مع منتخب بلاده.

## مسيرته الكروية
لعب ستيفان ليهمان خلال مسيرته الاحترافية مع 5 أندية في ستة عشر موسمًا ولم يسجل خلالها أي هدف ضمن 429 مباراة. حيث فاز في أربعة مواسم بالكأس وموسمين بالدوري.
خاض ستيفان ليهمان مسيرته مع نادي فينترتور في موسم 1984–85 ولمدة موسمين، مشاركًا في 43 مباراة ولم يسجل أي هدف. ثم انتقل إلى نادي فرايبورغ في موسم 1986–87 لمدة موسم واحد، حيث شارك في 5 مباريات ولم يسجل أي هدف أيضًا. لينتقل بعدها إلى نادي شافهاوزن في موسم 1987–88 لمدة موسم واحد، مشاركًا في 31 مباراة ولم يسجل أي هدف أيضًا. ثم انتقل إلى نادي سيون في موسم 1988–89 ليلعب معه تسعة مواسم، مشاركًا في 307 مباراة ولم يسجل أي هدف أيضًا. هذا وانتقل لاحقًا إلى نادي لوزيرن في موسم 1997–98 واستمر معه طيلة ثلاثة مواسم، مشاركًا في 43 مباراة ولم يسجل أي هدف أيضًا.

## روابط خارجية
- شتيفان ليهمان على موقع الاتحاد الدولي (مؤرشف)  (الإنجليزية)
- شتيفان ليهمان على موقع قاعدة بيانات كرة القدم.إي يو (الإنجليزية)
- شتيفان ليهمان على موقع ناشيونال فوتبول تيمز (الإنجليزية)
- شتيفان ليهمان على موقع عالم كرة القدم.نت (الإنجليزية)